# Hutamaia trompsonica
Espèce
Hutamaia trompsonica est une espèce d'opilions laniatores de la famille des Ampycidae.

## Distribution
Cette espèce est endémique du Brésil. Elle se rencontre au Pará et en Amazonas.

## Description
La carapace du mâle holotype mesure 2,0 mm de long sur 2,6 mm et l'abdomen 3,2 mm de long sur 5,2 mm et la carapace de la femelle paratype 1,7 mm de long sur 2,4 mm et l'abdomen 3,0 mm de long sur 4,8 mm.

## Systématique et taxinomie
Cette espèce a été décrite par Tourinho et Mendes en 2014.

## Publication originale
- Tourinho & Mendes, 2014 : « New species of the harvestmen Hutamaia (Laniatores: Gonyleptidae: Ampycinae) and generic diagnosis. » Zoologia, vol. 31, no 5, p. 463–474.